# Giovanni Vitolo
Giovanni Vitolo (* 1948 in Salerno) ist ein italienischer Historiker. Vitolo lehrte als Professor für mittelalterliche Geschichte an der Universität Neapel Federico II. Er ist ein ausgewiesener Kenner der Geschichte Kampaniens.

## Leben und Wirken
Giovanni Vitolo absolvierte sein Studium an der Universität Neapel Federico II. Nach Lehr- und Forschungstätigkeiten an der Universität Neapel wurde er 1986 Inhaber des Lehrstuhls für Mittelalterliche Geschichte an der Universität Chieti-Pescara „Gabriele d’Annunzio“. Drei Jahre später wurde er Professor für Mittelalterliche Geschichte an der Universität Neapel Federico II. Er war Präsident der Società salernitana di storia patria. Er ist Mitglied der Accademia Pontaniana  und der Accademia di scienze morali e politiche in Neapel. Er ist Vizepräsident der Società Napoletana di Storia Patria, deren Urkundensammlung für monasterium.net digitalisiert wurde, wofür er sich als Mitglied der commisione scientifica besonders einsetzte. Ihm wurde 2018 eine dreibändige Festschrift mit über 1500 Seiten gewidmet.
Seine frühen Arbeiten befassen sich mit der Geschichte des Mönchtums, mit kirchlichen Institutionen und religiösen Vereinigungen der Laien. Außerdem forschte er zur Geschichte der Agrarlandschaft und der Organisation des Gebietes. Er sammelte Daten für die Entwicklung einer historischen Karte von Kampanien und eines Wörterbuchs der mittelalterlichen Städte.
Vitolo veröffentlichte zwischen 1978 und 1980 mehrere Studien zu den seit der Studie von Gennaro Maria Monti (1927) im Vergleich zu Nord- und Mittelitalien als wenig bedeutend eingeschätzten und damit auch kaum erforschten Bruderschaften Süditaliens. Er befasste sich mit zwei Bruderschaften aus Salerno und Benevent sowie der Verbreitung von laikalen Bußbruderschaften im Mezzogiorno. Dabei stützte er sich weitgehend auf unediertes Quellenmaterial aus süditalienischen Archiven. Er edierte die Quelle des heute in Neapolitaner Besitz befindlichen Kodex der Bruderschaft von S. Maria de Montefusco aus dem 12. Jahrhundert. Damit wurde eine wichtige Quelle zur kirchlichen Organisation des Landklerus und der Laien erschlossen. Er leistete durch seine Arbeit einen wichtigen Beitrag zur Erforschung der religiösen Bewegungen im mittelalterlichen Süditalien. Mit Rosalba Di Meglio veröffentlichte er 2003 eine Darstellung zu den Hospitälern und Hospitalbruderschaften Neapels. Ausgangspunkt dafür waren einige neu entdeckte Urkunden des 13. und 15. Jahrhunderts in frühneuzeitlichen Abschriften oder in Archiven außerhalb Neapels. Dies ermöglichte es, einige in der lokalen Geschichtsschreibung kursierende Legenden zu revidieren. Er widmete sich auch der Wissenschaftsgeschichte. So war er Herausgeber eines Sammelbandes zu Bartolommeo Capasso und der Gelehrsamkeit im Neapel des 19. Jahrhunderts. Zahlreiche Studien untersuchten die Ursprünge der Medizinischen Schule Salerno.
Vitolo ist ein führender Experte für die Abtei Cava und deren Archiv. Der Urkundenbestand der Abtei Cava umfasst im Zeitraum vom 9. bis 19. Jahrhundert rund 15.0000 Urkunden und ist damit in Süditalien einzigartig. Im Jahr 1873 wurde von den Mönchen mit dem Codex diplomaticus Cavensis begonnen. Die Bände I bis VIII. umfassen mit fast 1400 Urkunden den Zeitraum 792 bis 1065. Das Projekt kam 1893 zum Stillstand. Erst Vitolo hat 1984 und 1990 zusammen mit dem Klosterarchivar Don Simeone zwei weitere Bände des Codex diplomaticus Cavensis ediert. Damit liegen die Urkunden bis 1080 in edierter Form vor. Im neunten Band wurden 137 Stücke aus den Jahren zwischen 1065 und 1072 veröffentlicht und kommentiert. Im zehnten Band wurden 144 Urkunden aus den Jahren 1073 bis 1080 ediert. Die Edition der Urkunden führte zu zahlreichen begleitenden Quellenpublikationen. In einer 1984 veröffentlichten Untersuchung sah er die Übertragung von zahlreichen Klöstern und Kirchen in Apulien an die Abtei Cava nicht als ein normannisches Programm zur Relatinisierung der Klöster Apuliens, sondern als Maßnahme der kirchlichen Reformer gegen das Eigenkirchenwesen. Der zweite Teil der Darstellung behandelt auf Grundlage größtenteils unedierter Quellen die Geschichte der einzelnen Besitzungen Cavas in Capitanata, Terra di Bari und Terra d’Otranto, den drei Regionen Apuliens. In einer Fallstudie zeigte Vitolo, wie immer mehr Besitz der Kirche San Nicola di Gallocanta zur Abtei Cava überging. Er lehnt jedoch die gängige Hypothese ab, dass nach kirchenpolitischem Konzept die Normannen die griechischen Klöster planvoll benediktinischen Abteien unterstellt haben. Im konkreten Fall könne von einer antigriechischen Politik der Normannen nicht gesprochen werden. Neue Impulse gab das 1000-jährige Gründungsjubiläum der Abtei Cava im Jahr 2011. Vier Jahre später veröffentlichte Vitolo in Zusammenarbeit mit dem Archivar Leone Morinelli und Carmine Carlone die Bände XI und XII über die Jahre 1081–1090. Insgesamt wird damit die Edition von 255 (103 und 152) Urkunden im Volltext mit umfangreichen Regesten geboten. Die Edition ist ein wichtiges Hilfsmittel für die Geschichte Süditaliens und die Geschichte ihrer kirchlichen Institutionen.
In den letzten Jahren veröffentlichte Vitolo zahlreiche Studien zu Städten im Süden der Apenninenhalbinsel in hoch- und spätmittelalterlicher Zeit. Die in den Jahren von 1998 bis 2009 veröffentlichten Aufsätze erschienen 2014 teils erweitert sowie durch zwei neue Kapitel ergänzt in einem Band. Er war Herausgeber eines Sammelbandes, der sich in Fallstudien mit der Transformation von der spätrömischen zur frühmittelalterlichen Stadt befasst. Die Beiträge gehen auf eine 2004 veranstaltete Tagung des interuniversitären Zentrums für die Geschichte der Städte Kampaniens im Mittelalter zurück. Er war von 2011 bis 2013 nationaler Koordinator des PRIN-Projekts (progetti di rilevante interesse nazionale) „Organisation des Territoriums, Besetzung des Landes und Wahrnehmung des Raumes im mittelalterlichen Süden (XIII–XV Jahrhundert). Informationssysteme für eine neue historische Kartographie“. Im Jahr 2023 gab Vitolo einen Sammelband mit Vera Isabell Schwarz-Ricci zu Konradin heraus.

## Schriften (Auswahl)
Ein Schriftenverzeichnis erschien in: Francesco Li Pira: Bibliografia di Giovanni Vitolo. In: Bruno Figliuolo, Rosalba Di Meglio, Antonella Ambrosio (Hrsg.): Ingenita curiositas. Studi sull’Italia medievale per Giovanni Vitolo. Band 1–3. Laveglia&Carlone, Battipaglia 2018, S. 13–29.
Quelleneditionen
- mit Carmine Carlone und Leone Morinelli: Codex diplomaticus Cavensis. Nunc primum in lucem editus. Band XI (1081–1085), Band XII (1086–1090) (= Fonti per la storia del Mezzogiorno medievale. Band 24–25). Laveglia & Carlone, Battipaglia 2015, ISBN 978-88-86854-28-3, ISBN 978-88-86854-31-3.
- mit Simeone Leone: Codex diplomaticus Cavensis. Band IX (1065–1072). Badia di Cava, Salerno 1984, Band X (1073–1080), ebenda 1990.

Monographien
- L’Italia delle altre città. Un’immagine del Mezzogiorno medievale (= Nuovo Medioevo. Band 101). Liguori, Neapel 2014, ISBN 978-88-207-5247-7.
- Insediamenti Cavensi in Puglia. Congedo, Galatina 1984.
- Istituzioni ecclesiastiche e vita religiosa dei laici nel Mezzogiorno medievale. Il Codice della Confraternità di S. Maria di Montefusco (= Italia sacra. Band 34). Herder, Rom 1982.

Herausgeberschaften
- mit Vera Isabell Schwarz-Ricci: Konradin (1252–1268). Eine Reise durch Geschichte, Recht und Mythos (Neapel, Università degli studi di Napoli Federico II, 29. Oktober 2018) / Corradino di Svevia (1252-1268). Un percorso nella storia, nel diritto e nel mito. Convegno in occasione del 750o anniversario della decapitazione di Corradino di Svevia (Napoli, Università degli studi di Napoli Federico II, 29 ottobre 2018). Heidelberg University Publishing, Heidelberg 2022 (online).
- Bartolommeo Capasso. Storia, filologia, erudizione nella Napoli dell’Ottocento (= Storici e storia. Band 6). Guida, Neapel 2005, ISBN 88-7188-784-0.
- Città e contado nel mezzogiorno tra medioevo ed età moderna (= Centro interuniversitario per la storia delle città campane nel medioevo. Quaderni. Band 1). Laveglia, Salerno 2005, ISBN 88-88773-96-7.
- Le città campane fra tarda antichità e alto medioevo (= Centro interuniversitario per la storia delle città campane nel medioevo. Quaderni. Band 2). Laveglia, Salerno 2005, ISBN 88-88773-82-7.